# Molophilus nigritarsis
Molophilus nigritarsis är en tvåvingeart som beskrevs av Alexander 1930. Molophilus nigritarsis ingår i släktet Molophilus och familjen småharkrankar.
Artens utbredningsområde är Taiwan. Inga underarter finns listade i Catalogue of Life.